# Gevork Vartanjan
Gevork Andrejevitj Vartanjan (russisk: Гево́рк Андре́евич Вартаня́н ; armensk: Գեվորգ Անդրեվիչ Վարդանյան;  født 17. februar 1924, død 10. januar 2012) var en sovjetisk efterretningsagent.
Vartanjan blev født i Nakhitjevan ved Don (i dag Rostov ved Don). Hans far var også en sovjetisk efterretningsagent, der var udsendt til Persien (dagens Iran) i 1930, hvor han arbejdede i 23 år under dække af at være en rig købmand. Gevork Vartanjan var end ikke 16 år gammel, da han begyndte at samle efterretninger. Han dimitterede i 1955 fra Instituttet for Fremmedsprog i Jerevan. Han er hovedansvarlig for at Operation Long Jump forpurredes, en operation udtænkt af Adolf Hitler, under ledelse af Ernst Kaltenbrunner og forsøgt udført af Otto Skorzeny, hvilket var et attentatforsøg på Stalin, Churchill og Roosevelt ved Teherankonferencen i 1943.